# Biliu He
Biliu He är ett vattendrag i Kina. Det ligger i provinsen Liaoning, i den nordöstra delen av landet, omkring 260 kilometer söder om provinshuvudstaden Shenyang.
Genomsnittlig årsnederbörd är 962 millimeter. Den regnigaste månaden är juli, med i genomsnitt 324 mm nederbörd, och den torraste är mars, med 15 mm nederbörd.